# Димитър Котевски
Димитър Котевски (на македонска литературна норма: Димитар Котевски) е виден лекар, примариус, офталмолог от Република Македония.

## Биография
Роден е в 1939 година в Битоля, тогава в Кралството на сърби, хървати и словенци. Завършва основно образование и гимназия в Битоля. В 1953 година завършва Медицинския факултет на Белградския университет, а в 1956 година специализира офталмология в Загребския университет. Завръща се в Битоля и основава и огравява първото очно отделение в града. В 1962 година отваря първото ортооптическо-плеоптическо отделение в Македония и така дава началото на страбологията в страната. От 1966 година до 1973 година е директор на Медицинския център. В 1976 година става доктор на медицинските науки. В 1976 – 1978 година е научен директор на Болницата в Бенгази, Либия. В 1979 година става висш здравен съветник в Медицинския център в Битоля. В 1986 година става управител на Клиниката за очни болести при Медицинския факултет в Скопие. Пенсионира се на следната 1987 година.
Автор е на над 70 научни труда. Носител е на наградата на град Битоля „4-ти ноември“, на Орден на труда със сребърни лъчи, Орден за заслуги за народа със сребърна звезда, Орден с червено знаме. В 2016 година му е връчена държавната награда „Майка Тереза“. Почетен член е на Съюза на слепите на Репулика Македония, како и Сдружението на офталмолозите на Югославия, на което е бил генерален-секретар. Три пъти е председател на Дружеството за наука и изкуство – Битоля.
Умира на 2 юни 2018 година в Битоля.